# والکر، شهرستان مونو، کالیفرنیا
والکر (به انگلیسی: Walker) یک منطقهٔ مسکونی در ایالات متحده آمریکا است که در شهرستان مونو، کالیفرنیا واقع شده‌است. والکر ۴۷٫۷۵۷ کیلومتر مربع مساحت و ۷۲۱ نفر جمعیت دارد و ۱٬۶۴۷ متر بالاتر از سطح دریا واقع شده‌است.